# Daydream Believer
«Daydream Believer» es una canción compuesta por el compositor estadounidense John Stewart, poco antes de dejar el Kingston Trio. Originalmente fue grabado por los Monkees, con Davy Jones como cantante principal. El sencillo alcanzó el número 1 en la lista Billboard Hot 100 de Estados Unidos en diciembre de 1967, permaneciendo allí durante cuatro semanas, y alcanzó el puesto número 5 en la lista de mejores sencillos del Reino Unido. Fue el último hit número uno de los Monkees en los EE. UU.
En 1979, "Daydream Believer" fue grabado por la cantante canadiense Anne Murray, cuya versión alcanzó el número 3 en la lista de mejores sencillos country de Estados Unidos y el número 12 en el Billboard Hot 100. La canción ha sido grabada por otros, incluida una versión de 1971 del propio Stewart.

## Personal
- Davy Jones - voz principal y coros
- Micky Dolenz - armonía vocal
- Michael Nesmith - guitarra eléctrica
- Peter Tork - piano

Personal adicional
- Chip Douglas - bajo, percusión, productor
- Bill Martin - campana
- Eddie Hoh - batería
- Nathan Kaproff, George Kast, Alex Murray (violinista), Erno Neufeld - violín
- Pete Candoli, Al Porcino, Manuel Stevens - trompeta
- Manuel Stevens - trompeta piccolo
- Richard Noel - trombón
- Richard Leith, Philip Teele - trombón bajo
- Shorty Rogers - arreglo

## Versión de Anne Murray

### Fondo
La cantante canadiense Anne Murray grabó una versión de "Daydream Believer" para su álbum de estudio de 1979, certificado en platino, I'll Always Love You . Producido por Jim Ed Norman y publicado en Capitol Records al año siguiente, el sencillo de Murray se convirtió en su octavo número uno en la lista de adultos contemporáneos de EE . UU. Alcanzó el número 12 en la lista Billboard Hot 100 y el número 3 en la lista de países de Billboard. Para su álbum de 2007 Anne Murray Duets: Friends and Legends , Murray volvió a grabar la canción a dúo con Nelly Furtado .

## Otras versiones
- Alvin and the Chipmunks versionó la canción en la película de 2009 Alvin and the Chipmunks: The Squeakquel .
- La canción aparece en el juego Wii Music .
- Classics IV grabó la canción para el álbum Spooky de 1968 .[4]
- The Four Tops grabaron la canción para el álbum de 1968 Yesterday's Dreams .[5]
- En 1971, John Stewart grabó la canción para su álbum en solitario The Lonesome Picker Rides Again[6] como una parodia de la versión de Monkees. Contiene muchos cambios líricos, incluida la sustitución de "creyente de los sueños y reina del baile de bienvenida" por "engañador de los sueños y una vieja reina del armario".
- Lobo grabó la canción para su álbum de 1974 Just a Singer.[7]
- Nick Berry grabó la canción para el álbum recopilatorio Heartbeat 2 de 1993, y la canción se escucha en las transmisiones de radio de la serie de televisión Heartbeat .
- Boyzone grabó la canción como la cara B de su sencillo de 1994 Love Me for a Reason.[8]
- Robson & Jerome grabaron la canción para su álbum debut de 1995 Robson & Jerome .[9]
- "Cheer Up Peter Reid", cantada con la melodía de "Daydream Believer" pero con letras alternativas, fue una canción popular de 1996 de los seguidores del club de fútbol inglés Sunderland AFC sobre el entonces entrenador Peter Reid .[10]
- Kevin Rowland grabó la canción para su álbum de 1998 My Beauty .[11]
- Shonen Knife grabó la canción para su álbum de 1998 Happy Hour .[12]
- Atomic Kitten grabó la canción para la edición japonesa de su álbum de 2000 Right Now .[13]
- A mediados y finales de la década de 2000, un anuncio de Evergreen Complete presentaba una rana cantando la canción, aunque con letras diferentes.
- Susan Boyle grabó la canción para su álbum de 2009 I Dreamed a Dream .[14]
- Sakura Gakuin grabó la canción como parte de su sencillo de graduación para el 2013 nendo Jump Up (Chiisana Yuki).[15] La canción fue grabada por los cuatro miembros más antiguos del grupo en ese momento: Nene Sugisaki, Hinata Sato, Marina Horiuchi y Raura Iida .
- Joe McElderry grabó la canción para su álbum de 2017 Saturday Night at the Movies.[16]
- La canción aparece remasterizada al final del capítulo 1*03 de la serie Wandavision.